# Trichospolas arterialis
Trichospolas arterialis är en fjärilsart som beskrevs av Max Wilhelm Karl Draudt 1936. Trichospolas arterialis ingår i släktet Trichospolas och familjen nattflyn. Inga underarter finns listade i Catalogue of Life.